# Paa rostandi
Paa rostandi é uma espécie de anfíbio da família Ranidae.
Pode ser encontrada nos seguintes países: Nepal, e possivelmente na China e na Índia.
Os seus habitats naturais são: regiões subtropicais ou tropicais húmidas de alta altitude, campos de altitude subtropicais ou tropicais e rios.
Está ameaçada por perda de habitat.